# اختیار نوروزف
اختیار نوروزف (به ازبکی: Ikhtiyor Navruzov؛ زادهٔ ۵ ژوئن ۱۹۸۹) کشتی‌گیر تاجیک‌تبار اهل ازبکستان است که در دستهٔ سبک‌وزن کشتی آزاد رقابت می‌کند. او برندهٔ مدال برنز المپیک ۲۰۱۶ ریو، نایب‌قهرمان مسابقات قهرمانی کشتی جهان در سال ۲۰۱۵ و قهرمان مسابقات قهرمانی کشتی آسیا در سال ۲۰۱۸ است. او همچنین دارندهٔ مدال برنز بازی‌های آسیایی ۲۰۱۴ و نایب‌قهرمان دو دورهٔ مسابقات قهرمانی کشتی آسیا در سال‌های ۲۰۱۱ و ۲۰۱۷ است.
او در دستهٔ ۶۶ کیلوگرم در المپیک ۲۰۱۲ لندن نیز شرکت داشت که در یک‌چهارم‌نهایی در برابر سوشیل کومار از هند بازنده شد.

## المپیک ۲۰۱۶ ریو
نوروزف در سال ۲۰۱۶ میلادی در المپیک ۲۰۱۶ ریو در وزن ۶۵ کیلو حاضر بود که در دور اول و دوم آدام باتیروف از بحرین و فرانکلین گومز از پورتوریکو را شکست داد اما در دور بعد از سوسلان رامونوف کشتی‌گیر روسی شکست خورد و به دیدار رده‌بندی رفت. وی در دیدار رده‌بندی مانداخناران گانزوریگ مغولی را شکست داد و مدال برنز را بدست آورد.